# Museo Casa José Santos Guardiola
El Museo Casa José Santos Guardiola es un museo en Comayagua, Honduras enfocado en la vida del quinto presidente hondureño José Santos Guardiola Bustillo y la historia de la Policía Nacional de Honduras. El museo está ubicado en la casa histórica de José Santos Guardiola Bustillo que data de finales del siglo XVIII durante la época colonial de Nueva España. Fue allí donde el presidente Santos Guardiola fue asesinado y es el único magnicidio registrado en Honduras.
El museo fue abierto al público en mayo de 2019.

## Historia y arquitectura
El inmueble donde está ubicado hoy en día el museo era la casa del quinto presidente hondureño José Santos Guardiola Bustillo. La casa fue construida a finales del siglo XVIII durante la época colonial de Nueva España. La casa tiene una forma de "L" con dos fachadas con un diseño típico de una casa de clase alta de la época colonial española, común en muchas casas históricas comayagüenses, con un jardín en el centro con habitaciones que abren hacia el jardín. La casa fue construida con paredes de adobe y con un techo de tejas de dos aguas.
El 11 de enero de 1862 a las 5:00 de la mañana el presidente Santos Guardiola fue asesinado en la casa, convirtiéndose así en el único magnicidio registrado en Honduras.
Se cree que luego en el siglo XX se agregó la cornisa neoclásica en su fachada. Durante el siglo XX el inmueble funcionaba durante décadas como centro penal y la jefatura de la Policía Nacional de Honduras.

### Restauración de 2019
El edificio fue restaurado y completado en el 2019. Antes de su reconstrucción el inmueble estaba deteriorado con techos y paredes destruidas por la lluvia. Para su restauración se repararon las paredes de adobe original y se reposicionaron los cargadores de madera en las fachadas exteriores e interiores. El edificio fue modernizado con nuevos sistemas eléctricos, aire acondicionado, nuevos baños y puertas y ventanas. También se rediseñó el jardín central. El presupuesto inicial para la reconstrucción del museo fueron de 8.561.000 de lempiras del gobierno nacional con fondos del Instituto de Desarrollo Comunitario, Agua y Saneamiento (IDECOAS), aunque el coste final fueron de 9.200.000 de lempiras.

### Inauguración del museo
El museo fue inaugurado el 16 de mayo de 2019 por autoridades municipales, nacionales e internacionales incluyendo el director del Banco Mundial, Jorge Hernández Alcerro, el alcalde de Comayagua Carlos Miranda y varios ministros del gobierno nacional y del Instituto Hondureño de Antropología e Historia. Tras su inauguración el dueño del inmueble pasó a ser el gobierno de la municipalidad de Comayagua.

## Colección
La colección del museo se enfoca en la vida de Santos Guardiola y en la historia y colección institucional de la Policía Nacional de Honduras.